# Sekou Yansané
Sekou Oumar Yansané (Grenoble, 23 de abril de 2003) es un futbolista francés. Juega como delantero en el Al Ahli S. C. de la Liga de fútbol de Catar.

## Biografía
Tras empezar a formarse como futbolista en el F. C. Le Chesnay 78 y en el Dijon FCO, y jugar en el filial, tras tres años se marchó a la disciplina del Paris Saint-Germain F. C. Finalmente hizo su debut con el primer equipo el 22 de diciembre de 2021 en la Ligue 1 contra el F. C. Lorient, sustituyendo a Ander Herrera en el minuto 75, partido que finalizó con un resultado de empate a uno tras el gol de Thomas Monconduit para el Lorient, y de Mauro Icardi para el PSG.

## Clubes
| Club                      | País    | Año       | Partidos | Goles |
| ------------------------- | ------- | --------- | -------- | ----- |
| Dijon FCO II              | Francia | 2020-2021 | 3        | 2     |
| Paris Saint-Germain F. C. | Francia | 2021-2022 | 1        | 0     |
| Al-Rayyan S. C. (cedido)  | Catar   | 2022      | 4        | 2     |
| Al Ahli S. C.             | Catar   | 2022-     | 74       | 26    |